# Idriz Seferi
Idriz Seferi (Preševo, 15 januari 1864 - 25 maart 1927) was een Albanese guerrillastrijder.
Seferi was als lid van de Liga van Prizren en de Liga van Peja de rechterhand van Isa Boletini, met wie hij in 1910 een opstand tegen het Ottomaanse Rijk organiseerde in Kosovo. Na de Albanese nederlaag zette Seferi de rebellie voort tijdens de opstand van 1912. In de Eerste Balkanoorlog kwamen Boletini en Seferi in opstand tegen Servië, met wie ze eerder nog bondgenoten waren tijdens de opstanden van 1910 en 1912. Ze bleven Servische legerposten aanvallen. In de tweede fase van de oorlog (1916-1918) leidde hij Albanese troepen tegen het Bulgaarse leger.